# Szklana pułapka

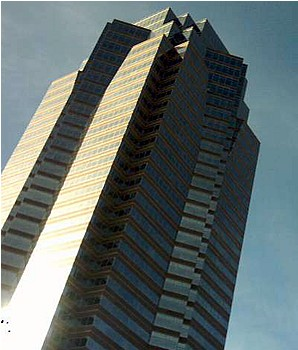
Biurowiec Fox Plaza w Los Angeles – pierwowzór Nakatomi Plaza

Szklana pułapka (ang. Die Hard) – amerykański film sensacyjny w reżyserii Johna McTiernana z 1988, pierwsza część serii o tym samym tytule. Film powstał na podstawie powieści Nothing Lasts Forever Rodericka Thorpa.
Film przedstawia historię nowojorskiego detektywa Johna McClane (Bruce Willis), który musi odbić wieżowiec japońskiej korporacji z rąk terrorystów.
W 2017 film został wpisany na listę National Film Registry. Film był nominowany do Oscarów za rok 1988 za: montaż, dźwięk, montaż dźwięku i efekty specjalne. Szklana pułapka jest uważana za klasyczny film akcji oraz najlepszy film o tematyce bożonarodzeniowej.

## Obsada
| Postać                      | Aktor                |
| --------------------------- | -------------------- |
| det. John McClane           | Bruce Willis         |
| Hans Gruber                 | Alan Rickman         |
| Holly Gennaro McClane       | Bonnie Bedelia       |
| sierżant Al Powell          | Reginald VelJohnson  |
| Karl Vreski                 | Aleksandr Godunow    |
| Dwayne T. Robinson          | Paul Gleason         |
| Richard Thornburg           | William Atherton     |
| Argyle                      | De’voreaux White     |
| Harry Ellis                 | Hart Bochner         |
| Joe Takagi                  | James Shigeta        |
| Eddie                       | Dennis Hayden        |
| Theo                        | Clarence Gilyard Jr. |
| Franco                      | Bruno Doyon          |
| Tony Vreski                 | Andreas Wisniewski   |
| Uli                         | Al Leong             |
| specjalny agent FBI Johnson | Robert Davi          |
| agent FBI Johnson           | Grand L. Bush        |

## Odbiór filmu
W agregatorze recenzji Metacritic średnia ocena filmu z 14 recenzji wyniosła 72/100 punktów, a w serwisie Rotten Tomatoes otrzymał 93% z 76 recenzji uznano za pozytywne, a średnia ocen wystawionych na ich podstawie wyniosła 8,53 / 10.